# 阿諾龐馬 (無酒精調酒)
阿諾龐馬是一款由冰茶和檸檬水調製成的無酒精調酒。这个名字指的是美國職業高爾夫球手阿诺德·帕尔默 ，衆所周知，他經常要求并喝這種飲料组合；有些人將這種飲料的發明歸功於他。  
這種飲料的酒精版本（通常用伏特加製成）通常被稱為约翰戴利（John Daly） 然而， MillerCoors于 2018 年初開始以 Arnold Palmer Spiked 名稱行銷與販賣的麥芽版本